# Michael Weikath
Michael Ingo Joachim Weikath (Amburgo, 7 agosto 1962) è un chitarrista tedesco.

## Biografia
Soprannominato "Weiki" è uno dei membri fondatori degli Helloween insieme a Kai Hansen, Markus Großkopf e Ingo Schwichtenberg. Sin da piccolo si appassiona alla musica, in particolare ai Beatles, Deep Purple, Uriah Heep, Black Sabbath, Thin Lizzy, UFO.I chitarristi che lo hanno influenzato quando ha iniziato a suonare sono stati Eric Clapton, Ritchie Blackmore, Jimi Hendrix, Eddie van Halen, Ulrich Roth. A 12 anni comincia a prendere lezioni di chitarra acustica per poi passare alla chitarra elettrica quando si interessò al rock. Comincia a suonare in una band di amici chiamata Indeed, mentre a 16 anni forma la sua prima vera band, i Powerfool, dove ebbe modo di conoscere il chitarrista Kai Hansen, il bassista Markus Großkopf ed il batterista Ingo Schwichtenberg. Fondarono così la power metal band Helloween, che riscosse un successo incredibile grazie a soprattutto ai due album Keeper of the Seven Keys - Part I e Keeper of the Seven Keys - Part II (1987-1988). Quando nel 1989 Kai Hansen lasciò la band Weikath diventò il leader degli Helloween e gli venne riconosciuto il merito di aver composto molti dei più grandi successi degli Helloween tra cui Dr. Stein, Keeper of the Seven Keys, A Tale that Wasn't Right, How Many Tears, Eagle Fly Free, Power, I Can, Salvation.
È conosciuto per avere un carattere difficile; Nel 1993 ha avuto contrasti col cantante Michael Kiske tanto da licenziarlo dalla band, mentre nel 2001 ha licenziato in tronco il chitarrista Roland Grapow e il batterista Uli Kusch. Nel 2013 si è riappacificato con Kiske, e nel 2017 si sono accordati per una storica reunion per il 30º anniversario di Keeper of the Seven Keys in cui ci sarà anche Kai Hansen.